# Itapipoca
Itapipoca è un comune del Brasile nello Stato del Ceará, parte della mesoregione del Norte Cearense e della microregione di Itapipoca.

## Etimologia
Il toponimo Itapipoca è di origine tupi: Itá (pietra, roccia), pi (pelle o cuoio) e poca (trattare, battere); significa pertanto "pelle battuta su roccia". Originariamente il Comune si chiamava Arraial de São José, poi Vila Velha, Imperatriz e, dal 1889, Itapipoca.

## Feste popolari
- Festa di São Sebastião (dal 10 al 20 gennaio),
- Festa dei Fiori (ultimo sabato del mese di maggio),
- Festa della Madonna Assunta (dal 5 al 15 agosto),
- Festa del giorno del Municipio (31 agosto),
- Festa patronale dedicata a Nossa Senhora das Mercês (24 settembre),
- Festa dedi San Francesco (4 ottobre),
- Regata della Baleia (in novembre o dicembre),
- Festa della Sagrada Familia (ultima domenica di dicembre).